# Єссі Йосапутра
Єссі Йосапутра (27 серпня 1994) — індонезійська плавчиня.
Учасниця Олімпійських Ігор 2016 року.
Переможниця Ігор Південно-Східної Азії 2011, 2013, 2015 років.